# 反カトリック主義
反カトリック主義 (英語: Anti-Catholicism) は、非カトリックの人々が抱くカトリック教会や信徒に対する嫌悪感や差別感情の事である。

## 概要
プロテスタント信徒が主流であるアメリカ合衆国に於いて、「ネイティヴィスト運動」や「ノウ・ナッシング党」が作られ、カトリック信徒であるアイルランド移民やドイツ移民を排除する方針を取った。対照的にイタリア移民は英語が苦手だったので就職の際に不利となり、徐々にマフィアを組織する人々も出て来た。アメリカ史上に於いて、初めてカトリック大統領が誕生したのは、1960年のジョン・F・ケネディである。この出来事はアメリカ国民の間で衝撃を持って受け止められた。因みに、現在でもKKKはユダヤ教徒や有色人種だけでなく、カトリック信徒をも敵視している。その他にもフェミニストやLGBT人権団体は守旧的なカトリック教会を強く批判している。
イギリスでは、1534年の国王至上法により王室はイングランド国教会に所属していなければならないと定められた他、1701年の王位継承法により国王はイングランド国教会信徒でなければならないと明確に書かれてあり、1978年にマイケル・オブ・ケントはカトリック信徒と結婚したために2013年王位継承法の改定まで王位継承権を失った。また、トニー・ブレアが首相退任後にカトリックに改宗したことは話題になった。一般市民の間でも、カトリック信徒だったメアリー1世が国教会の人々を容赦無く殺害した歴史や、北アイルランド問題の影響からかカトリック信徒に対するイメージはあまり良くない。
カトリック信徒が国民の大半を占めるメキシコでも、1920年代にプルタルコ・エリアス・カリェス大統領は明確に反カトリックの政策を実行した。これはクリステロ戦争と呼ばれている。